# Crisis del wolframio

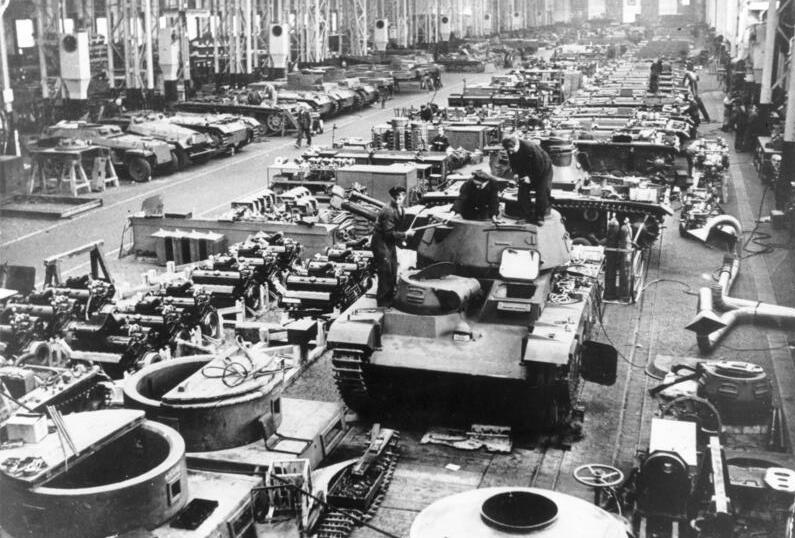
Cadena de montaje de carros de combate alemanes Neubaufahrzeug en 1940. La gran gran dureza y densidad han hecho que el wolframio sea un elemento químico estratégico para fabricar aceros más resistentes como los que utilizan los vehículos blindados.

La crisis del wolframio fue una grave crisis diplomática entre los aliados de la Segunda Guerra Mundial y la dictadura de Francisco Franco a causa de las exportaciones españolas de wolframio, un mineral estratégico, a la Alemania nazi. Se inició en octubre de 1943 a raíz del incidente Laurel y terminó en abril de 1944 con la firma de un tratado entre España, Estados Unidos y Gran Bretaña por el que las exportaciones se redujeron considerablemente y además el general Franco se comprometió a suspender la colaboración que había mantenido hasta entonces con las potencias del Eje a pesar de haberse proclamado neutral.

## Antecedentes
Mientras los aliados presionaban al general Franco para que hiciera pública la retirada de la División Azul después de haber abandonado la «no beligerancia», se produjo el llamado incidente Laurel que deterioró gravemente las relaciones del régimen franquista con ellos y especialmente con Estados Unidos. El 18 de octubre de 1943 el ministro de Asuntos Exteriores Francisco Gómez-Jordana envió un telegrama de felicitación a José P. Laurel que acababa de ser nombrado por los japoneses — ocupaban el archipiélago desde junio de 1942 tras derrotar a los estadounidenses— presidente de un gobierno títere de Filipinas. El mensaje de Franco, y también otro de Hitler en el mismo sentido, fueron celebrados por la propaganda japonesa y ampliamente difundidos por Radio Tokio. Los aliados protestaron inmediatamente por lo que consideraban un reconocimiento de facto del régimen de Laurel por Franco.
Una parte de la prensa estadounidense pidió que se tomaran medidas duras contra el régimen franquista y el 6 de noviembre el nuevo subsecretario de Estado Edward Stettinius Jr. le ordenó al embajador estadounidense en Madrid Carlton Hayes que exigiera al gobierno español el embargo total de sus exportaciones de wolframio a Alemania y la expulsión de los agentes alemanes en Tánger, ocupada por España el 14 de junio de 1940.

## Desarrollo

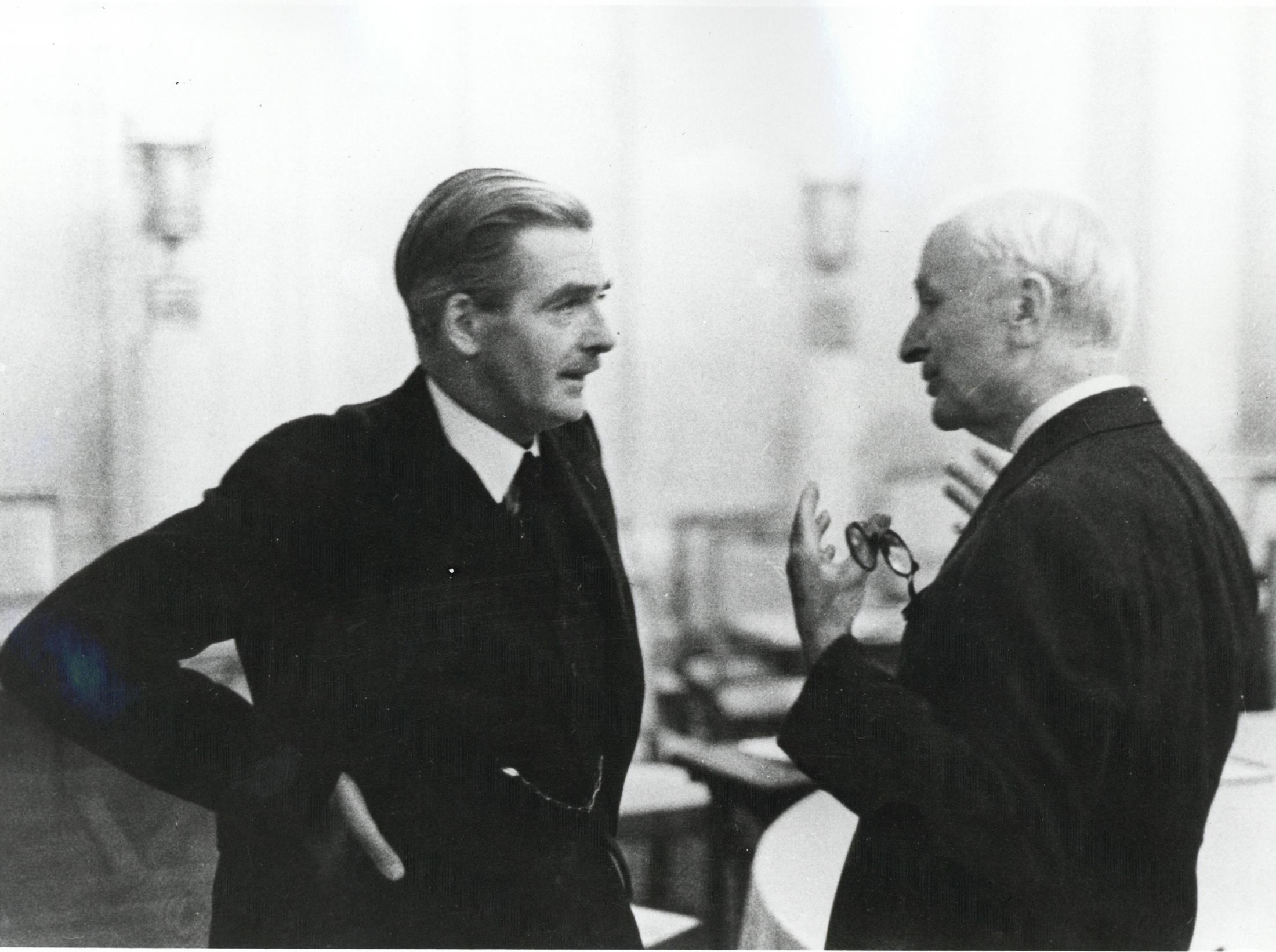
Anthony Eden, secretario del Foreign Office (izquierda), con el secretario de Estado estadounidense Cordell Hull (derecha)

A pesar de las fuertes presiones, el general Franco no hizo caso de las demandas estadounidenses.
Así que el 3 de enero de 1944 el embajador Hayes presentó un ultimátum a Gómez-Jordana en el que le decía que las exportaciones de wolframio a Alemania debían cesar inmediatamente. Como no recibió una respuesta satisfactoria el gobierno estadounidense decretó el embargo de los suministros de petróleo. El secretario de Estado Cordell Hull informó que el embargo se debía a que se estaba vendiendo wolframio a los alemanes, contribuyendo de este modo al esfuerzo de guerra. Sin embargo, otro de los motivos del embargo fueron las actividades subversivas del Servicio Exterior de Falange en Hispanoamérica, que desde tiempo atrás venían constituyendo una preocupación para los estadounidenses. Al mismo tiempo el secretario del Foreign Office Anthony Eden denunciaba ante la Cámara de los Comunes la ayuda que el gobierno español continuaba prestando a Alemania.
La prensa española —controlada por el régimen franquista y también fuertemente influida por el jefe de la propaganda nazi en Madrid, Josef Hans Lazar— no informó de los auténticos motivos del embargo de petróleo, sino que lo explicó como una medida de presión para que Franco abandonara la neutralidad en favor de los aliados y así lo expresaron diversos portavoces oficiales. También se dijo que el embargo en realidad era el resultado de las maquinaciones de los republicanos exiliados. Por otro lado se incrementó la propaganda a favor del Eje en la prensa y en la radio.
Pero el general Franco se vio obligado a ceder. El 17 de febrero Gómez-Jordana le ofreció al embajador británico Samuel Hoare la reducción de las exportaciones de wolframio hasta «una cantidad insignificante, sin verdadero valor militar para Alemania», afirmando a continuación que «España había hecho un gran servicio a los aliados al no entrar en la guerra». Hoare le comunicó la oferta a su colega estadounidense pero el secretario Hull la rechazó, añadiendo que «no es corriente en la comunidad de naciones que un país suponga que está prestando un gran servicio a sus vecinos al no atacarlos»: «No podemos justificar sacrificarnos para apoyar la economía de España si el gobierno español carece de voluntad para responder a nuestra disposición cooperante; es decir, para dar el paso, totalmente congruente con la neutralidad española, de declarar un embargo permanente de la exportación de wolframio». El 21 de febrero el embajador estadounidense Hayes le comunicó a Gómez-Jordana la firme posición de su gobierno. Entonces Gómez-Jordana añadió otras concesiones a la reducción de la exportación del volframio como la repatriación de los últimos integrantes de la antigua División Azul, quedando en Alemania únicamente un batallón —que seguiría combatiendo hasta el final de la guerra—.
Sin embargo cuando Gómez-Jordana presentó en la reunión del gobierno el resultado de las negociaciones algunos ministros se opusieron por los perjuicios que tendría para la economía española la práctica desaparición de los ingresos provenientes de las ventas de wolframio. También se opuso el general Carlos Asensio, ministro del Ejército, porque lo consideraba una capitulación ante los aliados y un gesto inútil ya que éstos «se consideran incompatibles con nuestro Régimen» y «no quieren más que derribarlo, y al Caudillo». Mientras tanto el general Franco le manifestaba al ministro de economía de Portugal —de visita en Madrid— que no le preocupaba el embargo de petróleo porque iba a fabricar gasolina sintética a partir de esquisto bituminoso aun sin tener en cuenta su descomunal coste. Pero el hecho cierto era que el embargo estaba causando estragos en la economía española y así, por ejemplo, en el desfile de la Victoria del 1 de abril de 1944 no participaron ni tanques ni vehículos acorazados.
Finalmente el general Franco, que en principio se había opuesto a renunciar a las ventas de wolframio, tuvo que ordenar a Gómez-Jordana que llegara a un arreglo con los aliados. El acuerdo se firmó el 29 de abril de 1944 por los representantes de los gobiernos de España, Estados Unidos y Gran Bretaña y fue ratificado y hecho público el 1 de mayo. En la Cámara de los Comunes Anthony Eden, secretario del Foreign Office, explicó que el gobierno de Franco se había visto obligado a aceptar prácticamente todas las exigencias que se le habían planteado: las ventas de wolframio a Alemania habían quedado reducidas a 40 toneladas al mes; se clausuraba el consulado alemán en Tánger; y se retiraban todos los voluntarios españoles del frente ruso —también se iba a expulsar a los espías y saboteadores alemanes que actuaban en España—. Los sectores falangistas, por su parte, consideraron el acuerdo como una claudicación ante los aliados.
Sin embargo, la propaganda franquista presentó el acuerdo como un triunfo del Caudillo y como una demostración de las buenas relaciones que mantenía con los aliados que no enturbiaría «ninguna contingencia» (en alusión a la posible derrota de Hitler). Alemania por su parte protestó enérgicamente a lo que Franco contestó que no podía correr más riesgos. Pero Franco siguió prestando apoyo a los alemanes a pesar del acuerdo y «los puestos de observación alemanes, las estaciones de intercepción radiofónica y las instalaciones de radar se mantuvieron en España hasta el final de la guerra». «Influido por informes partidistas de la situación bélica, que le decían lo que deseaba oír, Franco continuaba apostando a ambos bandos».

## Consecuencias

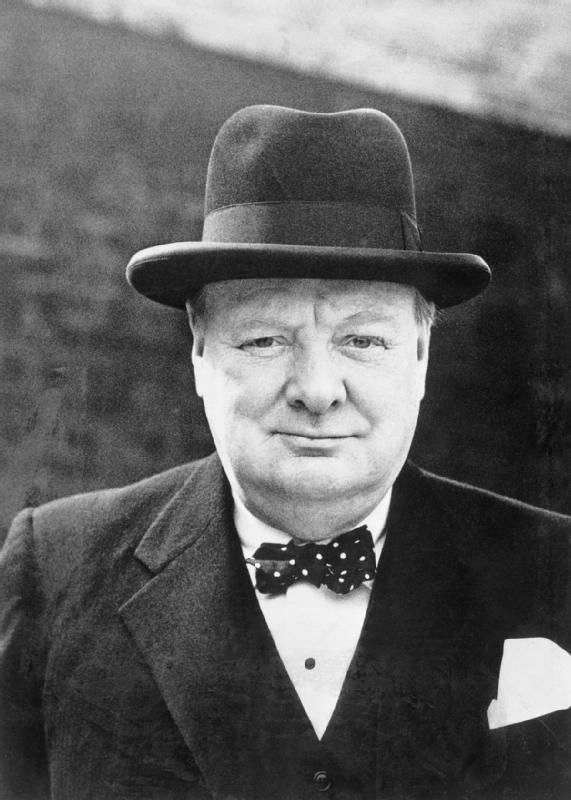
Winston Churchill en 1944

Tres semanas después, el 24 de mayo, a pocos días del inicio del desembarco de Normandía, el primer ministro británico Winston Churchill pronunció un discurso en la Cámara de los Comunes elogiando la neutralidad española y en el que también dijo que esperaba que España constituyera «una fuerte influencia a favor de la paz en el Mediterráneo después de la guerra. Los problemas políticos internos de España son asuntos de los españoles. No nos corresponde a nosotros, es decir, al gobierno, entrometernos en ellos». La prensa española difundió ampliamente el discurso y lo interpretó como un apoyo al régimen franquista. Sin embargo, el presidente Roosevelt manifestó que no compartía el punto de vista amistoso respecto del régimen español y añadió que «mucho material español ha sido embarcado para Alemania», lo que motivó una nota de protesta del embajador español en Washington. Churchill justificó su discurso en una carta a Roosevelt diciéndole que «después de la guerra, no quiero tener una península hostil a los británicos».